# Видрани (Кичево)
Видрани (мкд. Видрани) су насеље у Северној Македонији, у западном делу државе. Видрани припадају општини Кичево.

## Географија
Насеље Видрани је смештено у западном делу Северне Македоније. Од најближег већег града, Кичева, насеље је удаљено 10 km јужно.
Видрани припадају историјској области Доња Копачка. Село је положено на североисточним падинама Илинске планине, а изнад долине невелике Беличке реке, која се улива у реку Треску на северу. Источно се пружа планина Баба Сач. Надморска висина насеља је приближно 840 m.
Клима у насељу је планинска због знатне надморске висине.

## Становништво
Видрани су према последњем попису из 2002. године имали 8 становника.
Већинско становништво су етнички Македонци (100%).
Претежна вероисповест месног становништва је православље.